# International Federation of the Phonographic Industry
International Federation of the Phonographic Industry (IFPI) este o organizație internațională ce reprezintă interesele industriei muzicale. Sediul principal este în Londra, având oficii regionale în Bruxelles, Hong Kong, Miami și Moscova.

## Referinție
1. ↑  en "IFPI Offices Worldwide" Arhivat în 26 noiembrie 2010, la Wayback Machine.. IFPI. Accesat pe 4 septembrie 2010